# Liberato Turchi
Liberato Turchi detto Liberato (Montenero d'Orcia, 9 agosto 1842 – ...) è stato un fantino italiano.
Vinse una volta il Palio di Siena, il 16 agosto 1865.

## Carriera
La brevissima carriera senese del Turchi si svolse nel giro di appena due anni, fra il 1863 e il 1865.
Al Palio del 16 agosto 1863, Liberato calcò per la prima volta il tufo con il giubbetto del Drago. Alla mossa andò subito in testa e la mantenne per quasi due giri, quando con ragguardevole ritardo fu scoppiato il mortaretto che ne segnalava l'annullamento: a condizionare la decisione dei giudici furono le proteste dei contradaioli della Torre (a cui si assommavano quelle dei sostenitori del partito repubblicano), rimasta invece ferma alla partenza. 
Alla nuova mossa, partirono solamente la Torre e il Nicchio, e stavolta furono le rimostranze dei popoli delle altre contrade ad indurre i giudici ad annullarla. Per protesta, Torre e Nicchio ritirarono i propri cavalli dalla corsa, seguiti dalle altre contrade. Tuttavia, per timore di nuovi incidenti, le autorità non autorizzarono il rinvio al giorno seguente del Palio, che fu definitivamente annullato.
Il Drago, peraltro, fece istanza per il riconoscimento della vittoria, tuttavia non attribuitagli per aver Liberato percorso solo due giri prima dell'annullamento della prima mossa.
L'esordio ufficiale di Liberato fu dunque rimandato al Palio del 2 luglio 1864, nuovamente con il Drago.
Ad agosto dello stesso anno, Liberato, nella Tartuca, sfiorò il primo successo: approfittando della caduta di ben sei fantini al primo giro, si portò in testa, venendo però superato dagli scossi della Giraffa e della Torre, la quale alla fine riportò la vittoria.
Nel 1865, Liberato corse a luglio per l'Oca. Ad agosto, nella Giraffa, fece finalmente suo il Palio, partendo in testa e mantenendo il comando per l'intera corsa.
La prima vittoria di Liberato, tuttavia, coincise anche con la conclusione della sua carriera di fantino a Siena.

## Presenze al Palio di Siena
Le vittorie sono evidenziate ed indicate in neretto.
| Palio          | Contrada | Cavallo                          | Note |
| -------------- | -------- | -------------------------------- | ---- |
| 2 luglio 1864  | Drago    | Morello di L. Riccucci           |      |
| 15 agosto 1864 | Tartuca  | Morello di L. Riccucci           |      |
| 2 luglio 1865  | Oca      | Morello di L. Grandi             |      |
| 15 agosto 1865 | Giraffa  | Morella bruciata di A. Orlandini |      |